# Adelphomyia breviramus
Adelphomyia breviramus är en tvåvingeart som först beskrevs av Alexander 1924.  Adelphomyia breviramus ingår i släktet Adelphomyia och familjen småharkrankar. Inga underarter finns listade i Catalogue of Life.